# Phong quốc dưới thời Hán

Bản đồ Nhà Hán năm 195 TCN, bao gồm lãnh thổ do triều đình trực tiếp quản lý và lãnh thổ các phiên quốc xung quanh (Yên, Đại, Triệu, Tề, Lương, Sở, Hoài Dương, Ngô, Hoài Nam, Trường Sa)

Năm 202 TCN, Hán Cao Tổ Lưu Bang đánh bại Hạng Vũ trong trận Cai Hạ và thiết lập nhà Hán, qua đó tái thống nhất Trung Hoa. Hán Cao Tổ một mặt kế thừa chế độ quận huyện của nhà Tần, mặt khác khôi phục chế độ phân phong của nhà Chu bằng việc phong vương cho các tướng lĩnh, quý tộc và thân thích trong triều và cử họ đến cai trị phong địa do triều đình cấp. Điều này đã tạo nên sự khác biệt so với nhà Tần, vốn chia đất nước thành các quận huyện do triều đình trực tiếp quản lý.
Những phiên vương được triều đình phân phong này được chia thành hai loại: Thứ nhất là các phiên vương khác họ, gọi là "dị tính vương", thứ hai là các phiên vương cùng họ, gọi là "đồng tính vương". Đối với một triều đình thống nhất, thì sự tồn tại của các vương quốc độc lập là một sự đe dọa hiển nhiên, vì vậy kể từ khi thành lập, Hán Cao Tổ và những hoàng đế sau đó đã dần chia cắt và xóa bỏ những dị tính vương, đến năm 157 TCN thì đã hoàn tất. Các đồng tính vương ban đầu được giữ quyền cai trị của mình, tuy nhiên sau Loạn bảy nước, quyền lực của họ dần bị triều đình thu hẹp lại. Chính vì những lí do này mà trong các văn bản tiếng Anh, tước hiệu vương của những chư hầu này được dịch là "prince" thay vì "king", phản ánh quan hệ của họ với triều đình và là di tích của những chư hầu trước đây

## Vương khác họ (異姓王)
Vương khác họ (tiếng Trung: 異姓王; bính âm: yìxìng wáng; hán việt: Dị tính vương) xuất phát từ các chư hầu khởi nghĩa chống lại nhà Tần. Hưởng ứng từ cuộc khởi nghĩa Trần Thắng - Ngô Quảng, nhiều quý tộc cũ của các nước đã nổi dậy, tự xưng vương và thiết lập quốc gia như là sự kế thừa của các quốc gia Xuân Thu - Chiến Quốc. Trong số đó, nước Sở dưới sự lãnh đạo của Tây Sở Bá Vương Hạng Vũ có thực lực hùng mạnh nhất. Tuy nhiên sau khi Sở Hoài Vương Hùng Tâm - minh chủ trên danh nghĩa của các nước chư hầu dưới danh hiệu Sở Nghĩa Đế - bị Hạng Vũ ám sát đã khiến các chư hầu nổi dậy chống lại Sở, và một trong số họ là Hán Vương Lưu Bang đã đánh bại được Hạng Vũ và thay thế Sở Nghĩa Đế trở thành minh chủ của một quốc gia thống nhất. Những chư hầu theo nhà Hán được phép giữ lại phong địa của họ và duy trì tước vị, một vài vùng đất khác được Lưu Bang phân phong cho các tướng lĩnh trung thành với mình.
Dù trên danh nghĩa là lãnh thổ của nhà Hán, những thân vương khác họ vẫn cai trị vùng đất của mình như một quốc gia độc lập. Những người này dần bị Lưu Bang xóa bỏ hoặc thay thế bằng thân tộc của mình. Bản thân Lưu Bang trước khi mất đã để lại lời nhắn nhủ rằng "Ai không phải họ Lưu mà làm vương thì thiên hạ cùng đánh nó."  Tuy nhiên sau khi ông mất, Lã hậu đã xây dựng thế lực cho riêng mình bằng việc phong vương cho thân tộc Lã thị, những người sau khi Lã hậu mất đã bị các hoàng tộc và những đại thần trung thành với nhà Hán lật đổ. Vương khác họ cuối cùng dưới thời Tây Hán, Trường Sa Vương Ngô Trứ, mất mà không có người kế vị vào năm 157 TCN. Kể từ đó không còn một vị vương ngoài hoàng tộc cho đến cuối thời Đông Hán, khi Tào Tháo được Hán Hiến Đế phong làm Ngụy Vương vào năm 216 SCN.

### Các vương quốc ban đầu (thành lập trong phong trào khởi nghĩa chống Tần)
- Yên - Tang Đồ (chống lại nhà Hán vào năm 202 TCN nhưng thất bại và bị thay thế bởi Lư Quán, người sau đó đã trốn sang Hung Nô và bị Lưu Bang thay thế bằng con trai là Lưu Kiến.
- Tề - Hàn Tín (được Lưu Bang chuyển phong làm Sở vương sau khi diệt được Hạng Vũ, đất Tề được chuyển giao cho con cả của Lưu Bang là Lưu Phì)
- Sở - Hàn Tín (bị Lữ Hậu giết vào năm 201 TCN và được thay thế bằng Lưu Giao - anh trai của Hán Cao Tổ)
- Triệu - Trương Ngao (bị Hán Cao Tổ Lưu Bang phế làm Tuyên Bình hầu vào năm 199 TCN và thay thế bằng Lưu Như Ý)
- Hoài Nam - Anh Bố (tạo phản vào năm 197 TCN nhưng thất bại và bị giết, đất phong được Lưu Bang chuyển sang cho con trai là Lưu Trường)

### Các thân vương khác họ được Hán Cao Tổ phân phong
- Trường Sa - Ngô Nhuế
- Hàn - Hàn Tín (về sau hàng Hung Nô và bị tướng của Hán Cao Tố là Sài Vũ giết năm 196 TCN)
- Lương - Bành Việt (bị giết năm 197 TCN và được thay thế bằng Lưu Khôi - con thứ 5 của Hán Cao Tổ)

### Các thân vương khác họ được Lã Hậu phân phong
- Lã - Lã Đài
- Triệu - Lã Lộc
- Yên - Lã Thông

## Vương cùng họ (同姓王)
Vương cùng họ (tiếng Trung: 同姓王; bính âm: tóngxìng wáng; hán việt: Đồng tính vương) chỉ các thân vương trong hoàng tộc họ Lưu, bao gồm anh em, con cái hoặc hậu duệ của hoàng đế. Hán Cao Tổ cho rằng việc thiết lập các thân vương trong dòng họ sẽ củng cố quyền lực của hoàng tộc, tuy nhiên những do những thân vương này xuất thân từ hoàng tộc, do đó họ đều có quyền thừa kế ngai vàng, mà minh chứng rõ ràng nhất là Hán Văn đế Lưu Hằng, xuất thân từ một phiên vương được Hán Cao Tổ phân phong ở đất Đại được kế thừa ngai vàng sau sự tuyệt diệt của dòng dõi Hán Huệ đế sau Loạn chư Lã. Như vậy, bản thân các đồng tính vương tiềm ẩn nguy cơ cho sự thống trị của triều đình.
Dưới thời Hán Cảnh Đế và Hán Vũ Đế, vài cuộc nổi dậy do các thân vương cùng họ cầm đầu nhằm giành lấy ngôi vị thiên tử, tuy nhiên tất cả đều bị dẹp tan. Sau Loạn Bảy nước, Hán Vũ Đế đã tiến hành một loạt cải cách nhắm vào các thân vương này nhằm thu hẹp quyền lực và phạm vi đất đai của họ, thay vào đó là những quan lại từ trung ương cử xuống. Mặc dù vậy, một số ít các phiên vương vẫn tiếp tục tồn tại cho đến khi triều đại sụp đổ.

### Các thân vương cùng họ được Hán Cao Tổ phân phong
- Sở - Lưu Giao
- Đại - Lưu Hỷ, Lưu Hằng
- Tề - Lưu Phì
- Kinh -
- Hoài Nam - Lưu Trường
- Triệu - Lưu Như Ý
- Yên - Lưu Kiến
- Lương - Lưu Khôi
- Ngô - Lưu Tỵ

### Các thân vương cùng họ được Hán Văn Đế phân phong
- Lương
- Tế Bắc
- Tế Nan
- Giao Đông
- Giao Tây
- Tri Xuyên
- Hành Sơn
- Lư Giang
- Hà Gian

### Các thân vương cùng họ được Hán Cảnh Đế phân phong
- Lâm Giang
- Giang Đô
- Trường Sa
- Trung Sơn
- Quảng Xuyên
- Thanh Hà
- Thường Sơn
- Tế Xuyên
- Tế Đông
- Sơn Dương

### Các thân vương cùng họ được Hán Vũ Đế phân phong
- Quảng Lăng
- Xương Ấp
- Lộ An
- Chân Định

### Các thân vương cùng họ được Hán Nguyên Đế phân phong
- Định Đào Vương

## Thái Tử
Thái tử là người được thừa kế ngai vàng sau khi hoàng đế mất. Thông thường vị trí này thuộc về con trưởng của hoàng đế và hoàng hậu, tuy nhiên đôi khi không phải tất cả hoàng đế nhà Hán đều là con trưởng. Trong lịch sử từng chứng kiến vài trường hợp thái tử là con trưởng bị phế và thay thế bằng đứa con khác tài đức hơn. Thái tử không được phong tước mà sống ở kinh đô với hoàng đế, trong khi các anh em của mình được phân phong đến những vùng đất khác nhau. Trong trường hợp một phiên vương kế vị ngai vàng, phong địa được sát nhập vào bộ máy hành chính của triều đình.

### Danh sách các thái tử
- Thái tử Doanh, con trưởng của Hán Cao Tổ, sau này là Hán Huệ Đế
- Thái tử Khải, con trai của Hán Văn Đế, sau này là Hán Cảnh Đế
- Thái tử Vinh, con trai của Hán Cảnh Đế, sau đó bị phế làm Lâm Giang Vương
- Thái tử Triệt, con trai của Hán Cảnh Đế, nguyên là Giao Đông Vương, sau này là Hán Vũ Đế
- Thái tử Cứ, con trai của Hán Vũ Đế, nổi loạn và bị giết
- Thái tử Phất Lăng, con trai của Hán Vũ Đế, sau này là Hán Chiêu Đế
- Thái tử Thích, con trai của Hán Tuyên Đế, sau này là Hán Nguyên Đế
- Thái tử Ngao, con trai của Hán Nguyên Đế, sau này là Hán Thành Đế
- Thái tử Hân, cháu nội của Hán Nguyên Đế, ban đầu là Định Đào Vương, được Hán Thành Đế nhận nuôi và sau này là là Hán Ai Đế